# サラリーマン金太郎 (高橋克典のテレビドラマ)
『サラリーマン金太郎』（サラリーマンきんたろう）は、本宮ひろ志の『サラリーマン金太郎』を原作とし、TBSによって製作された日本の実写映像化作品シリーズ。主演は高橋克典。制作プロダクションはドリマックス・テレビジョン。

## 概要
第1期は、1999年1月10日から3月21日まで毎週日曜日21:00 - 21:54（JST）に、「東芝日曜劇場」枠で放送された。その後、第2期と第3期は「東芝日曜劇場」枠で、第4期は「木曜21時」枠で放送。
1999年から2004年まで連続ドラマが4シリーズ、スペシャル版が1本放送された。いずれもTBSチャンネルで放送されている。
1999年に三池崇史監督により映画化された。

## キャスト

### 主要人物
- 矢島金太郎 - 高橋克典
- 矢島（旧姓：中村）真澄 （第2期最終回で金太郎と入籍）- 羽田美智子
- 中村加代 - 野際陽子

### ヤマト建設 ⇒ 株式会社ヤマト
- 大和龍之介 - 津川雅彦
- 大島源造 - 森山周一郎
- 黒川優作 - 秋野太作
- 前田一郎 - 恵俊彰（ホンジャマカ）（第4期は最終回のみ出演）
- 田中政和 - 勝村政信（第4期は最終回のみ出演）
- 鷹司誠士（第3期最終回で「株式会社ヤマト」社長となる） - 保坂尚輝
- 桜井京子 - 青田典子（第1期、第2期）
- 小林一枝 - 畑野浩子
- 岡田霧子 - 梅宮万紗子（第2期）
- 杉本次郎 - 安藤亮司（第2期）
- 丸山登 - 寺田農（第3期）
- 小野田 - 三波豊和（第3期）
- 岡野貞美 - 島崎和歌子（第3期）
- 沢井かおり - 益子梨恵（第3期）
- 村山由紀 - 臼井静（第3期）
- 柏木（副社長） - 重久剛一（第3期）
- 野崎（常務） - 十貫寺梅軒（第3期）
- 鳴海（取締役） - 伊藤延広（第3期）
- 川野 - 石井洋祐（第3期）
- 森（運転手） - 松田重治（第3期）
- 山田龍平（龍之介の忘れ形見） - 長嶋一茂（第4期）[2]
- 島津桃太郎（龍之介の従兄弟・「株式会社ヤマト」創業以来の株主） - 高橋英樹（第4期）
- 円城寺隆（鷹司の官僚時代の先輩・「株式会社ヤマト」会長） - 内藤剛志（第4期）
- 相川雅美（鷹司社長の秘書） - 蛯原友里（第4期）
- 中沢哲平（「株式会社ヤマト」社員） - 大沢樹生（第4期）
- 須藤麗子（「株式会社ヤマト」社員） - 牧瀬里穂（第4期）
- 吉岡勉（「株式会社ヤマト」社員） - 石原良純（第4期）

### 矢島家
- 矢島竜太（金太郎の息子） - 島田智之介
- 矢島明美（金太郎の亡き前妻） - 水野美紀
- 矢島光子（金太郎の母親） - 斎藤陽子
- 矢島照男（金太郎の父） - 松方弘樹（第3期）
- 矢島美香（金太郎と真澄との間に生まれた娘） - 角田彩海（第3期、第4期）

### 金太郎の関係者
- 末永美鈴（ママ） - 斎藤陽子（第1期、SP、第2期）
- 末永美々 - 榎本加奈子（SP、第2期）
- 三田善吉 - 芦田伸介

### 金太郎の暴走族時代の仲間
- 椎名忠志 - 宇崎慧
- 萩本徹（るみ子） - 山崎田美子
- 光男 - 大塚よしたか（第1期 - 第3期）
- サブ - 岡本光太郎（第1期 - 第3期）

### 他の工務店
- 一ツ橋伸吾（天風山） - 荒勢（第1期）
- 野田（橘建設 社員） - 田山涼成（第1期）
- 富岡修平（第一創業） - 沖田浩之（第1期）
- 東山英治（平成建設） - 高知東生（第2期）
- 東山英雄（平成建設 会長） - 北村総一朗（第2期）
- 篠塚洋子（金太郎のかつて出向した子会社の同僚） - 沢口靖子（SP・第2期）
- 平尾宗太郎（平尾建設 会長） - 鹿内孝（第3期）

### その他

#### 第1期（1999年）
- 相原瞳（保母） - 水野美紀（二役）
- 尼崎（尼崎興業 社長） - 久保晶
- 本城勝（山王会 総裁） - 南原宏治、山田吾一（第4期）
- 竹本 - 神山繁
- 宗造（三田善吉の部下） - 八巻建弐

#### スペシャル（1999年）
- 相原瞳（保母） - 水野美紀
- 滝口（労働組合副委員長） - 中西良太
- 佐々木（YMT社長） - 島木譲二
- 児島（YMT社員） - 石井愃一
- 黒岩（YMT社員） - 梅垣義明
- 吉井（YMT社員） - 伊藤俊人

#### 第2期（2000年）
- 峰岸宗一郎（大地主） - 石田太郎
- 水谷高志 - 長谷川初範（ - 第4期）
- 地上げ屋 - 東野英心
- 沖島（現職町長） - 潮哲也
- スナック店主 - 亀山助清
- 母親 - 三井ゆり

#### 第3期（2002年）
- 藤原冬美（小料理屋「小雪」女将・金太郎の不倫相手） - 森口瑤子
- 神林（ホテルオーナー） - 笹野高史
- 大須賀義助 - 長門裕之
- 大竹勝男（殺し屋、通称ピーマンのタケ） - 吹越満
- 榎本拓也（代議士） - 中丸新将
- 和田 - 船木誠勝
- 高木信介 - 芦田昌太郎
- 三田村 - 玄海竜二
- 看護婦 - 真由子
- 佐伯 - 石山雄大
- 菅原 - 九十九一
- 山本 - 岡田正
- 林田 - 藤原鉄苹
- 本木 - 伊達直斗
- 真美 - 南奈央
- 五島隆一郎 - 沖田弘二
- 滝沢 - 酒井敏也
- 丸山咲子 - 島かおり
- 結城伸子 - 曲山えり（第4期）

#### 第4期（2004年）
- 長瀬敏行 - 長谷川哲夫
- 梅谷一馬 - 古川貴稔
- 石垣啓六 - 春田純一
- 神田雄策 - 濱田マ助
- 渡辺浩平 - 佐藤正浩
- 犬丸重信 - 多々良純
- 岡田竜司 - 飯田基祐
- 宮田輝男 - 新井康弘
- 琴乃 - 芦田由夏

## スタッフ
- 原作 - 本宮ひろ志『サラリーマン金太郎』（集英社「ヤングジャンプ コミックス」刊）
- 脚本 - 中園健司、原田菜緒子、関根俊夫
- 音楽 - 高見沢俊彦（第1期）、渡辺博也（第2期）、松本晃彦・TEAM megastone（第3期）、中村幸代（第4期）
- 演出 - 森田光則、富田勝典、倉貫健二郎、鈴木利正、高野英治、加藤章一、田沢幸治
- 擬斗 - 山田一善
- プロデューサー - 森田光則、倉貫健二郎（第3期のみ）
- 製作 - ドリマックス・テレビジョン、TBS

## 音楽

### 主題歌
- 第1期 - THE ALFEE「希望の鐘が鳴る朝に」（EXPRESS/東芝EMI）
- スペシャル - TUBE「IN MY DREAM」（Sony Records）
- 第2期 - 織田哲郎「キズナ」（ZOOTREC）
- 第3期 - 高橋克典「熱くなれ!」（avex trax）
- 第4期 - THE ALFEE「希望の橋」（EXPRESS/東芝EMI）

### 挿入歌
- 第1期
  - THE ALFEE「Decadence」（EXPRESS/東芝EMI）
  - THE ALFEE「Moonlight Fairy」（EXPRESS/東芝EMI）
  - 高橋克典「太陽を抱きたい」（日本コロムビア）
- スペシャル
  - 高橋克典「NEVER CRY」（日本コロムビア）
  - TUBE「世界で君だけが…」（Sony Records）
- 第2期 - 高橋克典「TWO OF US」（avex trax）
- 第4期 - THE ALFEE「Moonlight Fairy」（EXPRESS/東芝EMI）

## 受賞歴
- 第3期（2002年）
  - 第32回ザテレビジョンドラマアカデミー賞
    - ザテレビジョン特別賞（野際陽子）

## 放送日程

### 第1期
- 1999年1月10日 - 3月21日、全11話。

| 各話                                                           | 放送日        | サブタイトル            | 脚本     | 演出       | 視聴率 |
| -------------------------------------------------------------- | ------------- | ----------------------- | -------- | ---------- | ------ |
| Fight1                                                         | 1999年1月10日 | 型やぶりーマン参上!     | 中園健司 | 森田光則   | 20.8%  |
| Fight2                                                         | 1月17日       | 熱っつく生きようぜ!     | 中園健司 | 森田光則   | 19.8%  |
| Fight3                                                         | 1月24日       | これが男の喧嘩だぜ!     | 中園健司 | 富田勝典   | 20.9%  |
| Fight4                                                         | 1月31日       | 男はハートで勝負する!   | 中園健司 | 富田勝典   | 17.6%  |
| Fight5                                                         | 2月7日        | ひとりぼっちの死闘!     | 中園健司 | 倉貫健二郎 | 18.5%  |
| Fight6                                                         | 2月14日       | ダチは命!               | 中園健司 | 倉貫健二郎 | 17.2%  |
| Fight7                                                         | 2月21日       | 死んでも引き下がらねえ! | 中園健司 | 富田勝典   | 17.7%  |
| Fight8                                                         | 2月28日       | 男はケジメ              | 中園健司 | 富田勝典   | 18.9%  |
| Fight9                                                         | 3月7日        | プロポーズされたっス!   | 中園健司 | 倉貫健二郎 | 19.4%  |
| Fight10                                                        | 3月14日       | 何! ヤマトを乗っ取る!?  | 中園健司 | 倉貫健二郎 | 19.5%  |
| Final Fight                                                    | 3月21日       | 俺一生忘れないっス!     | 中園健司 | 森田光則   | 18.5%  |
| 平均視聴率 19.0%（視聴率はビデオリサーチ調べ、関東地区・世帯） |               |                         |          |            |        |

### スペシャル
| 放送日                                     | サブタイトル                                                                                    | 脚本       | 演出       | 視聴率 |
| ------------------------------------------ | ----------------------------------------------------------------------------------------------- | ---------- | ---------- | ------ |
| 1999年10月3日                              | 超ド迫力! 秋の2時間スペシャル 日本一熱い男緊急帰国! 大リストラ発覚!? VIP暗殺計画!? 恋の行方は!? | 原田菜緒子 | 倉貫健二郎 | 17.8%  |
| 視聴率はビデオリサーチ調べ、関東地区・世帯 |                                                                                                 |            |            |        |

### 第2期
- 2000年4月9日 - 7月2日、全12話。
- 第1話は初回84分（21時 - 22時24分）。

| 各話                                                           | 放送日       | サブタイトル                        | 脚本     | 演出       | 視聴率 |
| -------------------------------------------------------------- | ------------ | ----------------------------------- | -------- | ---------- | ------ |
| Fight1                                                         | 2000年4月9日 | 超ド迫力! 新入社員も必見スペシャル! | 中園健司 | 倉貫健二郎 | 17.4%  |
| Fight2                                                         | 4月16日      | 金太郎撃たれる!                     | 中園健司 | 富田勝典   | 17.2%  |
| Fight3                                                         | 4月23日      | 命がけの闘いっス!                   | 中園健司 | 鈴木利正   | 14.4%  |
| Fight4                                                         | 4月30日      | イジメなんか怖くねえ                | 中園健司 | 高野英治   | 14.7%  |
| Fight5                                                         | 5月7日       | 夢はでっかくだあー!                 | 中園健司 | 倉貫健二郎 | 16.7%  |
| Fight6                                                         | 5月14日      | 全面戦争突入だ!                     | 中園健司 | 森田光則   | 14.8%  |
| Fight7                                                         | 5月21日      | ニセ金太郎現れる!?                  | 中園健司 | 鈴木利正   | 17.0%  |
| Fight8                                                         | 5月28日      | 金太郎VSニセ金太郎!?                | 中園健司 | 高野英治   | 17.2%  |
| Fight9                                                         | 6月4日       | ライバルは金太郎!?                  | 中園健司 | 倉貫健二郎 | 15.3%  |
| Fight10                                                        | 6月11日      | 金太郎が心に決めた人                | 中園健司 | 倉貫健二郎 | 17.1%  |
| Fight11                                                        | 6月18日      | 金太郎、結婚への決断                | 中園健司 | 森田光則   | 16.4%  |
| Final Fight                                                    | 7月2日       | 金太郎、最期の挑戦                  | 中園健司 | 森田光則   | 17.9%  |
| 平均視聴率 16.3%（視聴率はビデオリサーチ調べ、関東地区・世帯） |              |                                     |          |            |        |

### 第3期
- 2002年1月6日 - 3月17日、全11話。
- 第1話は初回84分（21時 - 22時24分）。

| 各話                                                           | 放送日       | サブタイトル                       | 脚本     | 演出       | 視聴率 |
| -------------------------------------------------------------- | ------------ | ---------------------------------- | -------- | ---------- | ------ |
| Fight1                                                         | 2002年1月6日 | 超ド迫力! 総理大臣も必見スペシャル | 中園健司 | 森田光則   | 16.5%  |
| Fight2                                                         | 1月13日      | 明るい未来を背負って走る!          | 中園健司 | 富田勝典   | 14.9%  |
| Fight3                                                         | 1月20日      | 俺、家族命でガンバルっス!          | 中園健司 | 倉貫健二郎 | 16.2%  |
| Fight4                                                         | 1月27日      | え!? 俺が社! 社長っスか!?          | 中園健司 | 高野英治   | 15.3%  |
| Fight5                                                         | 2月3日       | 俺、家族も仕事も頑張るス!          | 中園健司 | 富田勝典   | 16.7%  |
| Fight6                                                         | 2月10日      | 女性必見・夫婦円満の秘訣!          | 中園健司 | 加藤章一   | 14.6%  |
| Fight7                                                         | 2月17日      | 何ッ!? 親父が俺の命を狙う!?        | 中園健司 | 高野英治   | 14.6%  |
| Fight8                                                         | 2月24日      | 俺、族議員の疑惑を暴くス!          | 中園健司 | 倉貫健二郎 | 13.4%  |
| Fight9                                                         | 3月3日       | オレ、愛する人を守るっス!          | 中園健司 | 高野英治   | 14.3%  |
| Fight10                                                        | 3月10日      | 大興奮! いよいよ最終決戦!          | 中園健司 | 森田光則   | 17.0%  |
| Final Fight                                                    | 3月17日      | 今夜、思いっきり泣いてもらいまっス | 中園健司 | 倉貫健二郎 | 17.1%  |
| 平均視聴率 15.5%（視聴率はビデオリサーチ調べ、関東地区・世帯） |              |                                    |          |            |        |

### 第4期
- 2004年1月15日 - 3月18日、全10話。

| 各話                                                           | 放送日        | サブタイトル                  | 脚本              | 演出       | 視聴率 |
| -------------------------------------------------------------- | ------------- | ----------------------------- | ----------------- | ---------- | ------ |
| Fight1                                                         | 2004年1月15日 | 平社員が日本を変えるぞ!       | 中園健司          | 倉貫健二郎 | 13.8%  |
| Fight2                                                         | 1月22日       | でっかい仕事が待ってるぜ!     | 中園健司 関根俊夫 | 富田勝典   | 12.6%  |
| Fight3                                                         | 1月29日       | さあ反撃開始だ! 頑張ろうぜ!   | 関根俊夫          | 富田勝典   | 11.6%  |
| Fight4                                                         | 2月5日        | 全女性必見! 夢の…ホテル建設   | 関根俊夫          | 倉貫健二郎 | 10.4%  |
| Fight5                                                         | 2月12日       | 仕事か家族か!? 俺は絶対家族だ | 関根俊夫          | 倉貫健二郎 | 10.6%  |
| Fight6                                                         | 2月19日       | 男の涙! 家族の愛! 男の友情!   | 関根俊夫          | 富田勝典   | 11.2%  |
| Fight7                                                         | 2月26日       | ひな祭! 生き残りをかけた誓い  | 関根俊夫          | 倉貫健二郎 | 10.0%  |
| Fight8                                                         | 3月4日        | お前の裏切りは絶対許せねえ!   | 関根俊夫          | 田沢幸治   | 10.3%  |
| Fight9                                                         | 3月11日       | 絶体絶命…お前だけが頼りだ!    | 関根俊夫          | 富田勝典   | 11.3%  |
| Final Fight                                                    | 3月18日       | 夢と希望と勇気で闘おうぜ!     | 関根俊夫          | 倉貫健二郎 | 9.8%   |
| 平均視聴率 11.2%（視聴率はビデオリサーチ調べ、関東地区・世帯） |               |                               |                   |            |        |

| TBS 東芝日曜劇場                                      | TBS 東芝日曜劇場                                | TBS 東芝日曜劇場                                                    |
| 前番組                                                | 番組名                                          | 次番組                                                              |
| ----------------------------------------------------- | ----------------------------------------------- | ------------------------------------------------------------------- |
| なにさまっ! （1998年10月11日 - 12月20日）             | サラリーマン金太郎 （1999年1月10日 - 3月21日）  | グッドニュース （1999年4月11日 - 6月27日）                          |
| ビューティフルライフ （2000年1月16日 - 3月26日）      | サラリーマン金太郎2 （2000年4月9日 - 7月2日）   | 催眠 （2000年7月9日 - 9月17日）                                     |
| ガッコの先生 （2001年10月7日 - 12月16日）             | サラリーマン金太郎3 （2002年1月6日 - 3月17日）  | ヨイショの男 （2002年4月14日 - 6月30日）                            |
| TBS系 木曜21時枠連続ドラマ                            |                                                 |                                                                     |
| Et Alors－エ・アロール－ （2003年10月9日 - 12月18日） | サラリーマン金太郎4 （2004年1月15日 - 3月18日） | 渡る世間は鬼ばかり （第7シリーズ） （2004年4月1日 - 2005年3月31日） |

## 映画
1999年11月13日、東宝系で公開。ストーリーは、第1期の後のスペシャルから第2期の間。

### キャスト（映画）
- 矢島金太郎 - 高橋克典
- 末永美鈴 - 斎藤陽子
- 末永美々 - 榎本加奈子
- 矢島竜太 - 島田智之介
- 大和龍之介 - 津川雅彦
- 大島源造 - 森山周一郎
- 黒川優作 - 秋野太作
- 伊郷洋造 - 山﨑努（特別出演）
- 中村加代 - 野際陽子
- 中村真澄 - 羽田美智子
- 前田一郎 - 恵俊彰
- 相原瞳 - 水野美紀
- 田中政和 - 勝村政信
- 鷹司誠士 - 保坂尚輝
- 杉本次郎 - 安藤亮司
- 谷岡清四郎 - 山城新伍
- 半田文彦 - 田口浩正
- 椎名忠志 - 宇崎慧

### スタッフ（映画）
- 監督 - 三池崇史
- 脚本 - 中園健司、原田菜緒子
- VFXスーパーバイザー - 曽利文彦
- 音楽 - 遠藤浩二
- 主題歌 - TUBE「IN MY DREAM」（ソニー・ミュージックレコーズ）
- 挿入歌 - 高橋克典「NEVER CRY」（日本コロムビア）
- プロデュース - 森田光則、濱名一哉、高橋紀成
- 撮影 - 山本英夫
- 編集 - 島村泰司
- 製作協力 - セディックインターナショナル
- 製作 - 「サラリーマン金太郎」製作委員会（TBS、電通、ケイダッシュ、ドリマックス・テレビジョン）